# Llei de 26 de gener de 1940 sobre Unitat Sindical
Llei de 26 de gener de 1940 sobre Unitat Sindical fou una llei dictada durant la dictadura franquista, posterior al Fuero del Trabajo de 1938 i que fou la clau de l'organització sindical franquista i en definitiva del sindicalisme vertical, expressat en la Llei de Bases de l'Organització Sindical de 6 de desembre de 1940.
La declaració no va permetre dubtes, unia de forma automàtica i obligatòria en l'única Confederació Nacional de Sindicats a tots els espanyols en la seva condició de "productors".
| «                                 | «...L'organització sindical es constitueix en un ordre de sindicats industrials, agraris i de serveis, per branques d'activitats a escala territorial i nacional que comprèn a tots els factors de la producció...» | » |
| — Fuero del Trabajo, punt XIII.2. | |   |

Dirigida a acabar amb l'autonomia que havien mantingut fins llavors les organitzacions catòliques agràries i promoguda pel llavors Delegat Nacional de Sindicats Gerardo Salvador Merino, un camisa vieja amb passat esquerrà que durant la Guerra Civil Espanyola va ser Cap Provincial a La Corunya, on s'havia guanyat fama d'obrerista. Salvador pretenia crear un potent aparell sindical autònom i capaç d'enquadrar les masses obreres.
| «             | «...L'acció dels Sindicats en les esferes nacional, provincial i local es desenvoluparà en la disciplina del Movimiento i sota les jerarquies dels Comandaments sindicals corresponents de Falange Española Tradicionalista y de las JONS, que funcionaran, respecte dels Comandaments Polítics del Partit, amb la subordinació que estableixen els seus Estatuts...» | » |
| — Article 20. | |   |